# Papa Vítor I
São Vítor I (em latim: Victor) foi o décimo quarto papa da Igreja Católica Apostólica Romana entre (datas aproximadas) 189 e 199. Vítor nasceu na província romana de Tunísia, sendo portanto, o primeiro Papa africano. Esta notícia é bastante certa, pois na Catedral Católica de Tunes, à esquerda do altar, tem um mosaico com o rosto dele.  De seu pai sabe-se somente que se chamava Félix.
Vítor I estabeleceu que qualquer tipo de água, quer seja de um rio, mar ou outras fontes, pode ser utilizada no batismo, no caso de faltar água benta. Outra contribuição importante foi que Vítor tomou partido do estabelecimento do domingo (em substituição do sábado) como dia sagrado, em memória da ressurreição de Cristo, embora a prática só se tornasse universal no Primeiro Concílio de Niceia.
Foi Vítor I quem determinou que a Páscoa seria celebrada sempre neste dia da semana, excomungando todos os bispos que se opuseram à mudança. O Primeiro Concílio de Niceia (325) confirmou sua decisão. É também sua a decisão de realizar as Missas em latim em vez de grego. Além disso, tornou herética a doutrina do adocionismo no ano de 190.
Pensa-se que Vítor tenha sido martirizado durante o reinado de Septímio Severo. Seu dia é celebrado pela Igreja Católica em 28 de julho.